# コンスタンティア (オスロエネ)
コンスタンティア (古代ギリシア語: Κωνσταντία) は、メソポタミアのオスロエネに存在したローマ帝国の都市。現在のトルコのヴィランシェヒル付近に存在した。ニシビスとカルラエを結ぶ道の中間にあり、エデッサにも近かった。ニシビス陥落後はメソポタミア属州の軍事の長ドゥクス・メソポタミアエの駐屯地となったが、後にダラが建設されるとその地位を譲り渡した。

## 名称
この町の名称は、文献によってまちまちである。例えばコンスタンティア (Κωνσταντία)、 コンスタンティナ (Κωνσταντίνα)、アントニノポリス、ニケフォリウムあるいはニケフォリオン (Νικηφόριον)、マクシミアノポリス (Μαξιμιανούπολις)、オスロエネのコンスタンティノポリス、テッラ、アンティオキア・アラビス、メソポタミアのアンティオキア (Ἀντιόχεια τῆς Μεσοποταμίας – Antiocheia tes Mesopotamias) 、nアラビアのアンティオキア (Ἀντιόχεια ἡ Ἀραβική – Antiocheia e Arabike).などがある。

## 歴史
大プリニウスによれば、この町はアレクサンドロス3世の死後、セレウコス1世により建設された。東ローマ帝国の歴史家ヨハネス・マララスによれば、この地にもともとあったマクシミアノポリスがペルシア人の侵攻と地震で破壊されたのち、その跡地にコンスタンティヌス1世が建設したという。東方正教会の聖人ヤコブ・バラダイオスはこの町の近くで生まれ、近くの修道院の僧となった。
この地には、エデッサ大司教区に従属するコンスタンティナ・テッラ司教区が設置された。初期の司教で名前が伝えられているのは、445年のアンティオキア公会議に出席したソフロニウスなどがいる。司教がこの地に着任できなくなってからも、カトリック教会には名目上のコンスタンティナ教区が存在した。639年、コンスタンティアはアラブ人に征服された。